# Duttilità

Tipi di rottura di una barretta metallica sottoposta a trazione:
(a) Rottura fragile
(b) Rottura duttile
(c) Rottura altamente duttile

La duttilità è una proprietà tecnologica della materia che indica la capacità di un corpo o di un materiale di deformarsi plasticamente sotto carico prima di giungere a rottura, cioè la capacità di sopportare deformazioni plastiche. Un corpo è tanto più duttile quanto maggiore è la deformazione raggiunta prima della rottura.
La duttilità può essere anche definita come la capacità di un materiale ad essere ridotto in fili sottili (mentre analogamente la malleabilità è la capacità di un materiale ad essere ridotto in lamine sottili). Le due caratteristiche possono essere compresenti avendo alcuni fattori in comune, ma ciò non è necessario, l'oro è sia duttile sia malleabile, il piombo è malleabile ma poco duttile. La duttilità si può definire come "la misura della deformazione plastica che un materiale può subire senza rompersi".

## Proprietà
I materiali che maggiormente godono di questa proprietà sono i metalli. In ordine di duttilità decrescente i più comuni possono essere elencati nel seguente ordine: oro, argento, platino, ferro, nichel, rame, alluminio, zinco, stagno e piombo.
Proprietà opposta alla duttilità è la fragilità, ovvero l'incapacità di deformarsi sotto carico, giungendo così ad improvvisa rottura (anche detta rottura fragile).
Indicatori di duttilità sono l'allungamento percentuale e la strizione percentuale.
La duttilità è influenzata dalla temperatura, in particolare diminuisce al diminuire della temperatura. Per questa ragione, anche materiali duttili (in particolare i metalli con reticolo cubico a corpo centrato) possono diventare fragili se esposti al gelo o comunque a basse temperature.
Tale proprietà è legata anche all'età del materiale e ai cicli di carico. In generale, essa tende a ridursi con l'invecchiamento del materiale e con l'uso.

## Duttilità di un elemento strutturale
La duttilità di un elemento strutturale è una proprietà molto ricercata poiché, in considerazione delle perdite economiche e dei costi sociali di un collasso strutturale, un elemento capace di deformarsi notevolmente sotto carico consente di intervenire con provvedimenti di ripristino o, nel caso peggiore, di mettersi in salvo prima del crollo.
La duttilità di un elemento strutturale dipende dalla duttilità locale e dalle dimensioni dell'elemento.
La duttilità strutturale può essere ottenuta facendo danneggiare l'edificio senza avere crolli improvvisi (fragili), così da dissipare energia. I meccanismi che si possono manifestare sono due:
- pilastri plasticizzati;
- travi plasticizzate.

La duttilità strutturale è valutata considerando lo spostamento in testa all'edificio quando la struttura è danneggiata, rispetto allo spostamento al limite elastico, ovvero quando lo spostamento è reversibile:
{\displaystyle {\text{Duttilità strutturale}}={\frac {D_{u}}{D_{y}}}}
La duttilità di una struttura, specialmente per costruzioni in zona sismica, è una delle proprietà meccaniche più importanti e viene sfruttata nella gerarchia delle resistenze.